# Ampasimboraka
Ampasimboraka est une commune rurale malgache située dans la région de Fitovinany.